# Stowarzyszenie Fotograficzne Przeciw Nicości im. Mieczysława Wielomskiego

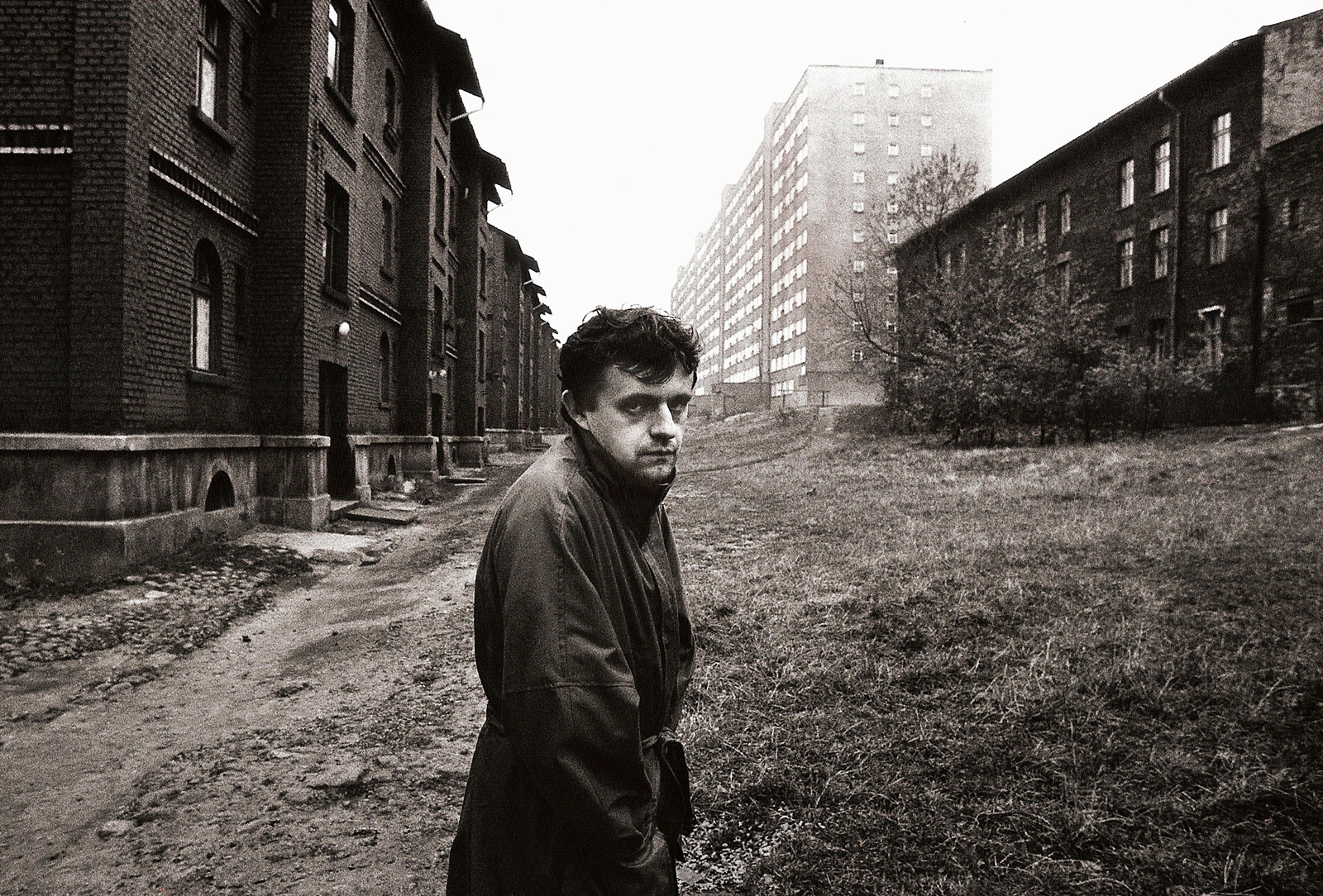
Mieczysław Wielomski

Stowarzyszenie Fotograficzne Przeciw Nicości im. Mieczysława Wielomskiego – polskie stowarzyszenie fotograficzne utworzone w 2015 roku. Członek zbiorowy Fotoklubu Rzeczypospolitej Polskiej Stowarzyszenia Twórców.

## Historia
Stowarzyszenie Fotograficzne Przeciw Nicości zostało zarejestrowane 2 grudnia 2015. Pierwszym prezesem Zarządu SFPN został Mieczysław Wielomski, założyciel (w 2008 roku) nieformalnej formacji Pictorial Team, grupy fotografów tworzących nowy kierunek w fotografii artystycznej – modern piktorializm. Aktywiści grupy Pictorial Team stanowią dużą część członków Stowarzyszenia Fotograficznego Przeciw Nicości. Po śmierci Mieczysława Wielomskiego w 2018 – stowarzyszeniu nadano jego imię.

## Działalność
Podstawowym celem działalności Stowarzyszenia Fotograficznego Przeciw Nicości im. Mieczysława Wielomskiego jest upowszechnianie sztuki fotograficznej oraz popularyzowanie, krzewienie piękna krajobrazu polskiego w fotografii artystycznej. Stowarzyszenie jest organizatorem wystaw fotograficznych; indywidualnych, zbiorowych, poplenerowych (m.in. członków stowarzyszenia). Jest organizatorem konkursów, plenerów fotograficznych, prelekcji, spotkań, warsztatów fotograficznych. W 2016 stowarzyszenie było współorganizatorem I Ogólnopolskiego Konkursu i Festiwalu Fotografii Ojczystej w Goczałkowicach-Zdroju, objętego patronatem Fotoklubu RP.
Stowarzyszenie Fotograficzne Przeciw Nicości im. Mieczysława Wielomskiego jest członkiem zbiorowym Fotoklubu Rzeczypospolitej Polskiej Stowarzyszenia Twórców. Miejscem spotkań członków i sympatyków stowarzyszenia jest Uzdrowisko Goczałkowice-Zdrój. Uzdrowisko udostępnia dla potrzeb stowarzyszenia przestrzeń wystawienniczą – Galerię Fotografii Piktorialnej Weranda.